# I Lost on Jeopardy
«I Lost on Jeopardy» es una canción por "Weird Al" Yankovic, que viene de su segundo álbum, "Weird Al" Yankovic in 3-D. La canción es una parodia de "Jeopardy," una canción por The Greg Kihn Band con el estribillo "Our love's in jeopardy" ("Nuestro amor está en peligro"). Las líricas de la parodia se centran en el concurso de televisión Jeopardy!, que en ese momento sólo había sido visto en el aire con Art Fleming como presentador; Alex Trebek comenzaría sus deberes de presentación en la versión sindicalizada actual tres meses después de la salida del sencillo.
La canción se convirtió en el cuarto video musical publicado por Yankovic, y contó con una serie de apariciones como Greg Kihn, Art Fleming, Dr. Demento (el mentor de Yankovic), Don Pardo (el locutor original de Jeopardy!), y los padres de Yankovic.
La canción se ha referenciada varias veces en el concurso verdadero, incluyendo una vez como una categoría en la versión actual, presentado por Ken Jennings (2023-, presentado anteriormente por Alex Trebek y Joe Buck -- la última vez que la versión actual hizo referencia a la canción fue con Buck como presentador en agosto de 2021), y más tarde cuando Yankovic apareció en Rock & Roll Jeopardy!. La canción fue tocada en los créditos de cierre en el segundo episodio de Rock & Roll Jeopardy! en que Yankovic apareció.
La canción ha aparecido en varios recopilatorios, incluyendo "Weird Al" Yankovic's Greatest Hits (1988), Wacky Favorites (1993), y Permanent Record: Al in the Box (1994).

## Listado de canciones

### Sencillo de 7 pulgadas
| N.º | Título                           | Duración |  |
| 1.  | «"I Lost on Jeopardy"»           | 3:26     |  |
| 2.  | «"I'll Be Mellow When I'm Dead"» | 3:37     |  |

(La versión promocional del sencillo de 7 pulgadas solamente contiene "I Lost on Jeopardy.")

### Sencillo de 12 pulgadas
| N.º | Título                 | Duración         |  |
| 1.  | «"I Lost on Jeopardy"» | 5:31 (extendida) |  |
| 2.  | «"Mr. Popeil"»         | 4:40             |  |

## El video musical
El video musical, grabado el 24 y 25 de mayo de 1984 bajo la dirección de Francis Delia, se lleva a cabo en una reproducción del plató para la versión original de Jeopardy!, emitido por la NBC desde 1964 hasta 1975.
En su juego, Alfred Yankovic de Lynwood, California, compite contra el fontanero Leroy Finkelstein de Brooklyn, Nueva York, y el arquitecto Millard Snofgen de Carbondale, Illinois, "ambos con un Ph.D." El tablero del juego contiene una serie de pistas confusas y prácticamente imposibles desde las categorías "Temas Musicales en la Televisión," "Física Nuclear", "Geografía del Mundo", "Comidas", "Popurrí," y "Acordeonistas Famosos" (Yankovic es un acordeonista él mismo). Yankovic falla todas las pistas, terminando con una puntuación de $-6,750 y procediendo a darse por vencido.
Don Pardo procede a decir a Yankovic lo que él no ganó: ni los premios de consolación (un conjunto de 20 volúmenes de la Enciclopedia Internacional, un frasco de Turtle Wax, y un año de suministros de Rice-a-Roni), ni una "copia mala" del juego de tablero doméstico. Además, a Yankovic se le dice que ha traído vergüenza y desgracia al nombre de su familia para las generaciones venideras (su familia está viendo su competición en la TV, enojada, y ponen un retrato de él en la basura) como resultado de su muestra desastrosa, mientras que su puntuación sigue cayendo en picado y su podio comienza a descomponerse.
Pardo le dice a Yankovic que no va a volver mañana y que es un "perdedor completo", mientras la cámara corta al tablero, que ha sido reemplazado con tarjetas que dicen "perdedor". Art Fleming se burla de Yankovic mientras agentes de seguridad llegan a echarlo del estudio. Avergonzado pero impávido, Yankovic espera que su suerte cambiará "la próxima semana en The Price Is Right", y luego es literalmente expulsado del estudio en un convertible - manejado por el propio Greg Kihn.

## Puestos en los rankings
| Ranking (1984)         | Máxima posición |
| ---------------------- | --------------- |
| U.S. Billboard Hot 100 | 81              |